# Christian Arhoff
Christian Hansen Arhoff f. Hansen Jensen (født 26. januar 1893 i Horsens, død 9. august 1973 i Hillerød) var en dansk skuespiller.

## Liv og karriere
Christian Arhoff var søn af slagter Lars Hansen Jensen og Anna Andrea Petersen. Parret var ugift, og han var derfor et af tidens såkaldte uægte børn. Arhoff voksede op hos sin tante Thoria Arhoff på Frederiksberg.
Arhoff medvirkede allerede som barn i skolekomedier på Birkerød Kostskole, hvorfra han tog sin studentereksamen i 1913 og begyndte efter at have opgivet et jurastudium som elev på Dagmarteatret hvor han var fra 1914 til 1917. Han debuterede i 1916 i "Støvlet Kathrine". Efter 1 års provinsturné kom han til Odense Folketeater i 1918 og arbejdede der til 1922. Fra 1922 til 1926 var han ved Bonbonnieren. Senere fik han engagement ved Tivoli Sommerteater og medvirkede her i adskillige folkelige forestillinger. Dette førte til et samarbejde med Robert Storm Petersen – et samarbejde, der under betegnelsen Storm og stille, kom til at vare i næsten fem år.
Fra 1925 var han en af de første medvirkende i Co-Optimisternes forestillinger, som var et showbegreb i tiden. Derefter tilknyttedes han som revyskuespiller i 1930'erne og begyndelsen af 1940'erne til Apollo Teatret, hvor han blandt andre spillede sammen med Liva Weel og Marguerite Viby.
Den 14. februar 1941 meldte Arhoff sig ind i DNSAP. Han står opført i det såkaldte Bovrup-Kartotek.
Efter krigens afslutning blev det afsløret, at Arhoff havde næret sympati for nazismen, og han faldt i unåde et par år. I 1947 fik han dog én af sine største teatersucceser, nemlig i rollen som Charles tante, spillet over 1000 gange på Nygade Teatret.

## Filmografi
Blandt de film han medvirkede i kan nævnes:
- Han, hun og Hamlet – 1932
- Med fuld musik – 1933
- Så til søs – 1933
- Københavnere – 1933
- Flugten fra millionerne – 1934
- Skaf en sensation – 1934
- Rasmines bryllup – 1935
- Fange nr. 1 – 1935
- Sjette trækning – 1936
- Cocktail – 1937
- Flådens blå matroser – 1937
- Under byens tage – 1938
- En lille tilfældighed – 1939
- Sommerglæder – 1940
- I de gode gamle dage – 1940
- Tag det som en mand – 1941
- Ballade i Nyhavn – 1942
- Baby på eventyr – 1942
- Moster fra Mols – 1943
- Bedstemor går amok – 1944
- Lev livet let – 1944
- Panik i familien – 1945
- Mens sagføreren sover – 1945
- Den stjålne minister – 1949
- Lynfotografen – 1950
- Lån mig din kone – 1957
- Pigen og vandpytten – 1958
- Mor skal giftes – 1958
- Vagabonderne på Bakkegården – 1958
- Vi er allesammen tossede – 1959
- Kærlighedens melodi – 1959
- Far til fire på Bornholm – 1959
- Det skete på Møllegården – 1960
- Den grønne elevator – 1961
- Min kone fra Paris – 1961
- Soldaterkammerater på efterårsmanøvre – 1961
- Prinsesse for en dag – 1962
- Der brænder en ild – 1962
- Don Olsen kommer til byen – 1964
- Kampen om Næsbygaard – 1964
- Næsbygaards arving – 1965
- Krybskytterne på Næsbygaard – 1966
- Mig og min lillebror – 1967
- Brødrene på Uglegården – 1967
- Lille mand, pas på! – 1968
- De røde heste (1968) – 1968
- Mig og min lillebror og storsmuglerne – 1968
- Mig og min lillebror og Bølle – 1969
- Og så er der bal bagefter – 1970